# Trematodes grandis
Trematodes grandis är en skalbaggsart som beskrevs av Semenov 1902. Trematodes grandis ingår i släktet Trematodes och familjen Melolonthidae. Inga underarter finns listade i Catalogue of Life.